# آلمدیا (لوئیزیانا)
آلمدیا (به انگلیسی: Almedia) یک منطقهٔ مسکونی در ایالات متحده آمریکا است که در لوئیزیانا قرار دارد.